# Jackie Jackson
Sigmund Esco „Jackie” Jackson (USA, Gary, Indiana, 1951. május 4.) amerikai énekes, a The Jackson 5 tagja; a legidősebb fiútestvér a Jackson családban.

## Karrierje
Sigmund Esco Jacksonként született, a Jackie becenevet rokonaitól kapta. Eredetileg baseballjátékos akart lenni, de erről lemondott, mikor négy öccsével (Tito, Jermaine, Marlon és Michael) 1966-ban megalapította a The Jackson 5 együttest. Két évvel korábban Jermaine-nel és Titóval az együttes egy korábbi változatának, a The Jackson Brothersnek a tagja volt.
Tenor hangja van, a Jackson 5-ben ő volt az egyik háttérénekes (Jermaine és Michael voltak a szólóénekesek), ezenkívül tamburinon is játszott. A koncerteken Marlon és Michael mellett állt. Hangja észrevehető az I Want You Back végén, ahol a Forget what happened then és a Spare me of this cause sorokat énekli. Még az együttes tagjaként vette fel első, Jackie Jackson című albumát, amin tipikus Motown-stílusú balladák voltak hallhatóak, az album azonban a reklám hiánya miatt nem ért el nagy közönséget és nem lett sikeres.
1975-ben a fivérek átszerződtek a CBS kiadóhoz, ahol jobban utat engedhettek kreativitásuknak. Nevüket The Jacksonsra változtatták. Legfiatalabb öccsük, Randy is csatlakozott hozzájuk, Jermaine pedig kilépett az együttesből és szólóénekesként a Motownnál maradt. Ettől fogva Jackie nagyobb szerepet töltött be, átvette Jermaine helyét, és elkezdett dalokat szerezni.
Ezekben az években kezdett magas tenor helyett természetesebb hangon énekelni. A The Jacksons első két albuma nem aratott akkora sikert, mint a korábbi, Jackson 5-albumok, 1978-ban kiadott Destiny című lemezük azonban újra sikeres lett, főleg a Shake Your Body (Down to the Ground) című sláger. Ezt követte két évvel később újabb sikeres albumuk, a Triumph, amin Jackie első, az együttessel felvett szólódala, a Wondering Who. Az albumra Jackie írta a Can You Feel It című kislemezdalt. 1984-ben megjelent Victory című albumuk. Ennek a felvételeire Jermaine visszatért az együtteshez, Michael pedig, aki ekkorramár szupersztár lett és inkább szólókarrierjével foglalkozott, kevesebbet szerepelt rajta. Jackie énekelte a Wait című dalt az albumon, és ő szerezte a kislemezen megjelent Torture-t. Az album nagy sikert aratott. Az ezt követő években a csapat feloszlott, a testvérek saját útjukat járták. 1989-ben vették fel utolsó albumukat, 2300 Jackson Street címmel.
Michael és Marlon nem sok részt vállaltak az album elkészítésében, így a munka nagy részét Jackie, Jermaine, Tito és Randy végezte. Jackie ugyanebben az évben megjelentette második szólóalbumát, a Be the One-t. Ez nagyobb sikert aratott ugyan az előzőnél, de nem lett olyan sikeres, mint az együttes albumai. Címadó dala szerepelt a Marslakó a mostohám című filmben.
Jackie csak 2001-ben szerepelt újra együtt testvéreivel, amikor fellépett a Michael Jackson szólókarrierjének harminc évét ünneplő rendezvényewn.

## Családi élete
Jackie 1974. november 24-én feleségül vette Enid Spannt, akitől 1987-ben elvált. Enid 1997-ben elhunyt. Két gyermeke van, ifjabb Sigmund Esco („Siggy”, aki DealZ művésznéven rapper) és Brandi. Állítólag még házassága alatt viszonya volt Paula Abdullal, akit ő mutatott be húgának, Janetnek. Paula volt Janet Control című albuma videóklipjeinek koreográfusa, de később megromlott a kapcsolata Janettel, aki őt okolta bátyja házasságának tönkretételéért.
Jackie jelenleg Kaliforniában él és a Jesco lemezcéget vezeti, ahová leszerződött többek közt Mike Street rapper és Jackie fia, DealZ, aki itt adta ki első mixtape-ét 2007 augusztusában.

## Diszkográfia
Itt csak a szólóalbumok és -kislemezek szerepelnek. Lásd még: The Jackson 5-diszkográfia.

### Albumok
Jackie Jackson (Motown, 1973)
1. Love Don’t Want to Leave
2. It’s So Easy
3. Thanks to You
4. You’re the Only One
5. Didn’t I (Blow Your Mind This Time)
6. Do I Owe
7. Is It Him or Is It Me
8. In My Dreams
9. One and the Same
10. Bad Girl

Be the One (Polygram, 1989, #89 R&B)
1. Stay
2. Be the One
3. Fun
4. Who’s Loving You Now
5. Cruzin
6. Fine Fine Lady
7. Stuck on You
8. Don’t Rush It
9. Broken Heart
10. Stay (12" Remix)

### Kislemezek
- Love Don’t Want to Leave (1973)
- Stay (1989, #39 R&B)
- Cruzin’ (1989, #58 R&B)

## További információ
- Jackie Jackson az Internet Movie Database-ben (angolul)
- Jackie Jackson a Rotten Tomatoeson (angolul)